# Procordulia artemis
Procordulia artemis är en trollsländeart som beskrevs av Maurits Anne Lieftinck 1930. Procordulia artemis ingår i släktet Procordulia och familjen skimmertrollsländor. Inga underarter finns listade i Catalogue of Life.